# Isabel Teresa
Isabel Teresa (Rio de Janeiro, RJ, 20 de Abril de 1926 - Rio de Janeiro, RJ, 29 de julho de 2019) foi uma atriz brasileira. Isabel era bisneta do escritor Bernardo Guimarães.

## Biografia
Isabel Teresa Guimarães Alves Prazeres nasceu na cidade do Rio de Janeiro no dia 20 de Abril de 1926. filha do jornalista e advogado Laércio Chaves da Costa Prazeres (1894-1971) e da artista plástica Lívia Guimarães Alves Prazeres (1904-1996), neta do romancista Bernardo Guimarães, autor do romance Escrava Isaura, sendo Isabel sua bisneta.
Iniciou a sua carreira nos palcos no início dos anos 1950, tornando-se uma prestigiada  e premiada atriz de teatro. Sua mais longa parceria foi com o Grupo do Teatro Ipanema, sob a liderança de Rubens Correa e Ivan de Albuquerque, participando de várias produções do grupo como A Invasão, A Ratoeira e A Escada. Participou de 40 espetáculos ao longo de sua carreira.
No início de sua carreira na Televisão, participou de  diversos teleteatros, e devido a isso foi eleita a Atriz Revelação da Televisão Brasileira em 1958.
Desde 2008 residia no Retiro dos Artistas, onde veio a falecer em decorrências de Mal de Alzheimer, aos 93 anos.

## Filmografia

### Televisão
| Ano     | Título              | Personagem              | Notas                           |
| ------- | ------------------- | ----------------------- | ------------------------------- |
| 2014    | Em Família          | Residente do asilo      | Participação Especial           |
| 1987    | Corpo Santo         | Madame Gabi Vielmond    |                                 |
| 1974    | O Rebu              | Ana Lúcia               |                                 |
| 1972    | Tempo de Viver      | —                       | [ 3 ]                           |
| 1971    | O Cafona            | Heloísa da Silva Bastos |                                 |
| 1970    | E Nós, Aonde Vamos? | Magali                  | [ 4 ]                           |
| 1964    | O Desconhecido      | Neuza                   |                                 |
| 1963    | A Morta Sem Espelho | —                       |                                 |
| 1960    | Teatrinho Trol      | Vários personagens      |                                 |
| 1959-63 | Grande Teatro Tupi  | Vários personagens      |                                 |
| 1958    | Grande Teatro Muray | Vários personagens      |                                 |
| 1955    | Teleteatro do Rio   | —                       | Episódio: "O Príncipe Mexicano" |

### Teatro
- Flor do Milênio (1988)
- A Longa Noite de Cristal (1976)
- Vestido de Noiva (1976)
- A Condessa (1972)
- Woyzeck (1971)
- Uma Mulher para Todas as Estações (1969)
- Navalha na Carne (1969)
- A Comédia dos Erros(1969)
- Pigmaleão (1968)
- Rasto Atrás (1966-1967)
- Orquídeas Para Cláudia (1966)
- As Feiticeiras de Salém (1965)
- O Hóspede Inesperado (1964)
- A Escada (1963)
- O Milagre de Anne Sullivan (1961)
- A Ratoeira (1959)
- Luta Até o Amanhecer  (1958)
- O Tempo e os Conways (1957)
- A Descoberta do Novo Mundo (1956)
- O Pedido de Casamento (1954)